# Ilex sapotifolia
Ilex sapotifolia är en järneksväxtart som beskrevs av Reiss. Ilex sapotifolia ingår i släktet järnekar, och familjen järneksväxter. Inga underarter finns listade i Catalogue of Life.